# ロス・トーマス (俳優)
ロス·トーマス（Ross Thomas、1981年8月21日 - ）は、アメリカ合衆国の俳優。

## 出演作品
- NCIS 〜ネイビー犯罪捜査班 シーズン9
- アンダーグラウンド
- ソウル・サーファー
- ライ・トゥ・ミー　嘘の瞬間 シーズン1
- モリー・ハートレイ　血塗られた制服女子高生
- 冬の恋人たち2
- アメリカン・パイ in ハレンチ・マラソン大会
- ビヨンド・ザ・ブレイク シーズン2（ベイリー・リース）
- ビヨンド・ザ・ブレイク シーズン1（ベイリー・リース）
- CSI:ニューヨーク2
- CSI:5 科学捜査班